# Име народа (мини-серија)
Име народа је српска мини-серија из 2021. године.

## Радња
Серија прати живот и рад угледног адвоката Светозара Милетића, члана угарског парламента и доживотног борца за права и независност Срба у аустроугарској Војводини.
Након што је више пута политички осуђиван његову борбу настављају његова ћерка и прва жена -  новинар у Србији Милица Милетић и Јаша Томић, Милетићев наследник у Српској слободоумној странци који ће и прогласити присаједињење Војводине Краљевини Србији 1918 године.
Ово је испреплитана прича о њима и њиховој борби, власти у Србији и проблемима са којима се и друштво и дан данас суочава.
Прича је испричана кроз визуру Светозареве ћерке Милице Милетић - Томић.

## Улоге
| Глумац                | Улога                         |
| --------------------- | ----------------------------- |
| Љубомир Бандовић      | Светозар Милетић              |
| Катарина Жутић        | Милица Томић (старија),       |
| Ана Павићевић         | Милица Томић (млађа)          |
| Ана Франић            | Анка Милетић                  |
| Андрија Кузмановић    | Јаша Томић (млађи)            |
| Никола Ристановски    | Јаша Томић (старији)          |
| Жарко Лаушевић        | Јован Јовановић Змај          |
| Милутин Караџић       | капетан Манојловић            |
| Драган Петровић       | Тиса Коломан                  |
| Радован Вујовић       | Миша Димитријевић             |
| Aрпад Месарош         | доктор Бек                    |
| Атила Гирић           | министар Перцел               |
| Александар Матић      | Томашек Бела                  |
| Иван Бекјарев         | др Герваји                    |
| Јован Ристовски       | Богишић                       |
| Павле Менсур          | Шандор                        |
| Исидора Јанковић      | Љубица                        |
| Душан Јакишић         | председник парламента         |
| Небојша Вранић        | тужилац Васа Поповић          |
| Татјана Венчеловски   | Амалија Стратимировић         |
| Јована Балашевић      | Ана                           |
| Илија Ахмед           | мали Славко                   |
| Aлександар Лазић      | Славко                        |
| Иван Исаиловић        | Матавовски                    |
| Љубиша Милишић        | газда Беле лађе               |
| Алиса Радаковић       | девојка 1                     |
| Дуња Стојановић       | девојка 2                     |
| Ива Јовановић         | девојка 3                     |
| Емилија Милосављевић  | девојка 4                     |
| Вања Лазин            | полицајац 1                   |
| Золтан Ширмер         | полицајац 2                   |
| Владимир Грбић        | полицајац 3                   |
| Саша Латиновић        | фотограф                      |
| Бошко Петров          | чиновник у Бранику            |
| Бранислав Трифковић   | чиновник у парламенту         |
| Бранислав Симић       | судија                        |
| Димитрије Аранђеловић | новинар у Застави             |
| Пол Мареј             | амерички новинар              |
| Александар Кецман     | службеник у влади             |
| Алекса Илић           | Колпортер                     |
| Марко Грујић          | Клемпа                        |
| Ђурђа Живановић       | девојчица која рецитује песму |
| Мила Докић            | Славна                        |
| Симеон Циврић         | Згоља                         |
| Александра Мамузић    | плавушица                     |